# Agrilus inhabilis
Agrilus inhabilis é uma espécie de inseto do género Agrilus, família Buprestidae, ordem Coleoptera. Foi descrita cientificamente por Kerremans, em 1900.
Mede 9.5 mm. Encontra-se na América do Norte.